# Приз Джузеппе Гарибальди
Приз Джузеппе Гарибальди (англ. Giuseppe Garibaldi Trophy, итал. Trofeo Garibaldi, фр. Trophée Garibaldi) — регбийный кубок, ежегодно вручаемый в рамках Кубка шести наций победителю матча сборных Франции и Италии. Приз впервые вручён 3 февраля 2007 сборной Франции в день 200-летия со дня рождения Джузеппе Гарибальди. Франция неизменно лидирует в противостоянии: Италия выиграла только два раза — дома в 2011 и 2013 годах.

## Трофей
Идея о вручении кубка победителю матча между сборными Франции и Италии в рамках Кубка шести наций была предложена в Ницце Международным комитетом по подготовке мероприятий, посвящённых 200-летию со дня рождения Джузеппе Гарибальди, лидеру Рисорджименто. Гарибальди родился в 1807 году в Ницце, которая в то время входила в состав Королевства Сардиния-Пьемонт (в 1860 году Ницца вошла в состав Франции), он воевал не только за объединённую Италию, но и в составе французской армии в годы франко-прусской войны, поэтому он считается героем не только в Италии, но и во Франции. Ещё одним общим элементом культуры Франции и Италии является регби, которое пришло в Италию из Франции, поэтому новый регбийный трофей решили посвятить именно Гарибальди.
Идея вручения трофея была одобрена 6 декабря 2006 Международным советом регби. 2 февраля 2007 был представлен и освящён новый кубок в посольстве Франции в Риме. На презентации присутствовали бывшие регбисты: француз Жан-Франсуа Тордо (уроженец Ниццы) и итальянец Диего Домингес.

## Результаты
| Год  | Дата       | Стадион                  | Хозяева | Счёт    | Гости   | Победитель матча |
| ---- | ---------- | ------------------------ | ------- | ------- | ------- | ---------------- |
| 2007 | 3 февраля  | Стадио Фламинио, Рим     | Италия  | 3 : 39  | Франция | Франция          |
| 2008 | 9 марта    | Стад де Франс, Париж     | Франция | 25 : 13 | Италия  | Франция          |
| 2009 | 21 марта   | Стадио Фламинио, Рим     | Италия  | 8 : 50  | Франция | Франция          |
| 2010 | 14 марта   | Стад де Франс, Париж     | Франция | 46 : 20 | Италия  | Франция          |
| 2011 | 12 марта   | Стадио Фламинио, Рим     | Италия  | 22 : 21 | Франция | Италия           |
| 2012 | 4 февраля  | Стад де Франс, Париж     | Франция | 30 : 12 | Италия  | Франция          |
| 2013 | 3 февраля  | Олимпийский стадион, Рим | Италия  | 23 : 18 | Франция | Италия           |
| 2014 | 9 февраля  | Стад де Франс, Париж     | Франция | 30 : 10 | Италия  | Франция          |
| 2015 | 15 марта   | Олимпийский стадион, Рим | Италия  | 0 : 29  | Франция | Франция          |
| 2016 | 6 февраля  | Стад де Франс, Париж     | Франция | 23 : 21 | Италия  | Франция          |
| 2017 | 11 марта   | Олимпийский стадион, Рим | Италия  | 18 : 40 | Франция | Франция          |
| 2018 | 23 февраля | Оранж Велодром, Марсель  | Франция | 34 : 17 | Италия  | Франция          |
| 2019 | 16 марта   | Олимпийский стадион, Рим | Италия  | 14 : 25 | Франция | Франция          |
| 2020 | 9 февраля  | Стад де Франс, Париж     | Франция | 35 : 22 | Италия  | Франция          |
| 2021 | 6 февраля  | Олимпийский стадион, Рим | Италия  | 10 : 50 | Франция | Франция          |
| 2022 | 6 февраля  | Стад де Франс, Париж     | Франция | 37 : 10 | Италия  | Франция          |
| 2023 | 5 февраля  | Олимпийский стадион, Рим | Италия  | 24 : 29 | Франция | Франция          |
| 2024 | 25 февраля | Пьер Моруа, Лилль        | Франция | 13 : 13 | Италия  | ничья            |